# البحرية الإيطالية
القوات البحرية الإيطالية (بالإيطالية: Marina Militare)‏ هي أحد الفروع الأربعة في الجيش الإيطالي؛ شكلت في 1946، عما تبقى من ريجيا مارينا (البحرية الملكية). اعتبارا من عام 2008، كانت البحرية الإيطالية 35200 أفراد العاملين مع 180 سفينة كلف، 19 حوض عائم، وطائرات 123. تشريد مجموع البحرية ما بين 293000 إلى 300000 طن.

## الراية
- 1 الربع: في الحمراء، أسد مجنح ذهبية شاهرا سيفا (جمهورية البندقية)؛
- الربع 2 : في حقل أبيض، الصليب الأحمر (جمهورية جنوة)؛
- الربع 3 : في حقل الأزرق، والأبيض عبر (جمهورية أمالفي)؛
- الربع 4 : في الميدان الأحمر والأبيض عبر (جمهورية بيزا).
- الدرع والتاج الذهبي، التي تميز السفن الحربية من التاجر: التاج «، rostrata كورونا»، واقترح في عام 1939 من قبل الاميرال دومينيكو Cavagnari إلى الحكومة، واعتراف من أصل القوات البحرية الإيطالية في العصور الرومانية. في الاقتراح، الأدميرال Cavagnari كتب ان «من أجل التذكير أصل مشترك [البحرية] من sailorship الرومانية، وسيتم التغلب على الشارة من قبل ولي العهد مع علا المنابر، وشارة الشرف والشجاعة منح مجلس الشيوخ الروماني ل زعماء الانتصارات البحرية، فاتحين للأراضي والمدن عبر البحار».

وثمة فرق آخر هو أن الأسد سانت مارك، يرمز إلى جمهورية البندقية، لا يحمل الإنجيل في مخلب لها (كما هو الحال على شارة المدني، حيث أن الكتاب المفتوح في عبارة «باكس Marce الطيبي، إيفانجليستا قائمة المواقع»، معنى «السلام لك مارك، انجيلي بي»)، وشاهرا سيفا بدلا من ذلك: هذه صورة يتسق مع التقاليد التصويرية، والتي يظهر فيها كتاب مفتوح ومغلق في وقت السلم في زمن الحرب.

## وصلات خارجية
- Marina Militare official site
- Marina Militare official luxury clothing store